# Gaming Innovation Group
Pour les articles homonymes, voir Gig.
 (mai 2018).
Gaming Innovation Group Inc. (GIG) est une société publique basée à Malte. La société propose des services de casinos en ligne, de paris sportifs et de poker sur ses sites de jeux en ligne : Guts.com, Rizk.com, Betspin.com, Superlenny.com, Thrills.com et Kaboo.com
GIG est une société enregistrée aux États-Unis, opérant à Malte et dans cinq autres pays d'Europe (Marbella, Oslo, Kristiansand, Gibraltar, Copenhague). La société est cotée à la Bourse d'Oslo sous le symbole «GIG».

## Historique
Gaming Innovation Group Ltd. a été fondée en 2008 sous le nom de Donkr International Ltd. à Malte,.
Gaming Innovation Group a été coté à la bourse d'Oslo en juin 2015,,. En juin 2016, le Gaming Innovation Group a acquis Betit Holdings pour 54 millions d'euros,.
En janvier 2018, l'entreprise a ouvert un nouveau siège à Malte,.